# Харитон Изповедник
Харитон Изповедник (на гръцки: Χαρίτων; средата на III век, Икониум, Мала Азия – 350, Юдейска пустиня) е раннохристиянски монах. Той е почитан като светец от Западната и Източната църква.

## Житие
За житието му узнаваме от „Житието на Харитон“ от VI век, написано от анонимен монах. То съдържа елементи, подкрепени от съвременни археологически разкопки.

### Ранен живот
Харитон е роден в Кония, византийската провинция Ликаония. 270 – 275 г. По време на гоненията срещу християни, когато управлява император Аврелиан, той е бил измъчван и е бил близо до това да стане мъченик.  Освободен от затвора след смъртта на Аврелиан, той съжалява, че не е умрял като мъченик. 

### Фаран близо до Йерусалим
След освобождаването му през 275 г., отива на поклонение в Йерусалим и други свети места. Харитон е отвлечен от бандити след което е отведен в пещера в долината Фаран (Wadi Qelt). Традиционният разказ гласи, че неговите похитители умрели след като пили вино, отровено от змия.   Харитон решил да остане като отшелник в пещерата след тази случка.  Там той построил църква и основал манастир , първият от тип „лавра“. 

### Дука близо до Йерихон
По-късно се премества и води монашески живот в Планината на изкушението (Jebel Quruntul) близо до Йерихон. Там той създава лаврата на Дука върху руините на Хасмонейската и Иродианската крепост Док. 

### Сука (Старата лавра в Текоа)
След това той основава трети манастир в долината на Текоа, наречен Сука и по-късно известен като Старата лавра.  
В Сука той в крайна сметка се премества в пещера на скала близо до центъра на лаврата, известна като „Висящата пещера на Харитон“, чиито останки са открити от израелския археолог Йизхар Хиршфелд. 

## Наследство
Харитон е важен светец, главно защото той установява със собствен пример правилата за монашеския живот в Юдейската пустиня, в контекста на манастирите от тип „лавра“.   Тези правила се превърнати в основни черти на монашеското управление навсякъде, основано на аскетизъм и уединение: той живеел в мълчание, ядял само определени видове храна и само след залез слънце, извършвал физически труд, прекарвал нощта в редуване на сън и пеене на псалми, молел се във фиксирани часове, оставал в килията си и контролирал мислите си. 
Според легендата той е измислил обреда на монашеското пострижение.